# لیندودل
لیندودل (به آلمانی: Lindwedel) یک شهر در آلمان است که در هایدکرایس واقع شده‌است. لیندودل ۲٬۵۵۵ نفر جمعیت دارد.